# Thomas J. Bergersen

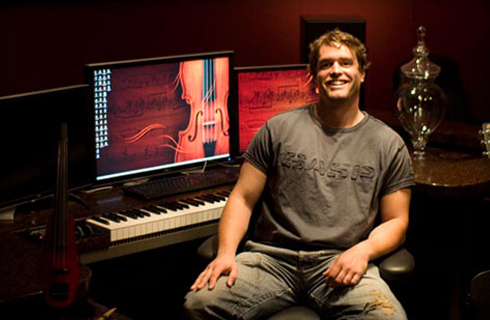
Thomas Bergersen

Thomas Jacob Bergersen (Trondheim, Noorwegen, 4 juli 1980) is een Noors componist, muzikant en medeoprichter en mede-eigenaar van muziekproductiestudio Two Steps from Hell. Hij is vooral bekend van de muziek die hij heeft geschreven voor filmtrailers.

## Loopbaan
In 2006 richtte Bergersen samen met Nick Phoenix de muziekproductiestudio Two Steps from Hell op. Met deze studio schreef hij onder andere muziek voor de Harry Potter-films, de Pirates of the Caribbean-films en de X-Men-films.

## Discografie
Bergersen componeert voornamelijk muziek via Two Steps from Hell. Hij heeft twee soloalbums uitgebracht. Daarnaast brengt hij soms singles uit, zoals Remember September met artiest Boom Jinx en The Hero in Your Heart met Merethe Soltvedt voor de overlevenden van Tyfoon Haiyan in de Filipijnen.

### Solo
- Illusions (2011)
- Sun (2014)

### Two Steps from Hell
- Zie de discografie op Two Steps from Hell